# شهرستان المواسط
ناحیهٔ المواسط (به عربی: مدیریة المواسط) یک ناحیه در یمن است که در استان تعز واقع شده‌است.

## خصوصیات
ناحیهٔ المواسط ۱۱۵٬۸۵۷ نفر جمعیت دارد.